# Infadels
Gli Infadels sono stati un gruppo musicale indie rock inglese formatosi nel 2003.

## Storia
Il gruppo si è formato per iniziativa di Alex Bruford (figlio di Bill Bruford, batteria), Matt Gooderson (chitarra) a Bnann (voce), che furono raggiunti successivamente da Richie Vernon (tastiere) e Wag Marshall-Page (membro dei Banks & Wag, basso).
La band pubblica due singoli, Leave Your Body e Can't Get Enough per l'etichetta di loro propriet, la Dead at Thirty. Nel gennaio 2005 il gruppo entrano in studio con Jagz Kooner per registrare l'album We Are Not the Infadels, disco d'esordio. Fino al 2006 il gruppo tiene oltre 150 concerti in 20 Paesi.
Il secondo album viene pubblicato nel giugno 2008 ed è Universe in Reverse, prodotto da Martin Glover. Dall'album vengono estratti i singoli Play Blind, Make Mistakes e Free Things for Poor People.
Nel marzo 2012 viene pubblicato l'album The Future of the Gravity Boy, prodotto con il DJ Alex Metric.
Il 1º settembre 2012 il gruppo annuncia lo scioglimento via Twitter.

## Formazione
- Bnann (Danny) Watts - voce
- Matt Gooderson - chitarra, programmazioni
- Wag (Wayne) Marshall-Page - basso
- Richie Vernon - tastiere (live)
- Alex Bruford - batteria

## Discografia
- 2006 - We Are Not the Infadels
- 2008 - Universe in Reverse
- 2012 - The Future of the Gravity Boy